# حشره‌خوار درختی نواری
حشره‌خوار درختی نواری(نام علمی: Tupaia dorsalis) نام یک گونه از تیره حشره‌خوار درختی سنجابی است.